# Sherman (Maine)
Sherman ist eine Town im Aroostook County des Bundesstaates Maine in den Vereinigten Staaten. Im Jahr 2020 lebten dort 815 Einwohner in 417 Haushalten auf einer Fläche von 105,0 km².

## Geografie
Nach den Angaben des United States Census Bureaus hat Sherman eine Fläche von 105,0 km², wovon 103,7 km² aus Land und 1,3 km² aus Gewässern bestehen.

### Geografische Lage
Sherman liegt im südwestlichen Teil des Aroostook Countys. Im Osten grenzt das Penobscot County an. Der Molunkus Stream fließt durch die Town. Im Westen von Sherman liegt der Mud Pond und im Osten der deutlich größere Macwahoc Lake. Die Oberfläche der Town ist eben, höchste Erhebung ist der im Westen von Sherman liegende, 242 m hohe Stafford Hill.

### Nachbargemeinden
Alle Entfernungen sind als Luftlinien zwischen den offiziellen Koordinaten der Orte aus der Volkszählung 2010 angegeben.
- Norden: Crystal, 4,0 km
- Nordosten: Island Falls, 17,9 km
- Osten: Unorganized Territory von South Aroostook, 18,2 km
- Süden: Unorganized Territory von South Aroostook, 18,2 km
- Südwesten: Unorganized Territory von North Penobscot, Penobscot County, 37,4 km
- Westen: Stacyville, Penobscot County, 15,1 km
- Nordwesten: Patten, Penobscot County, 15,4 km

### Stadtgliederung
In Sherman gibt es mehrere Siedlungsgebiete: Braggville (ehemaliges Postamt in Sherman Station), Coral (ehemaliges Postamt), East Sherman (ehemaliges Postamt), Golden Ridge, Number Three (später West Sherman, ehemaliges Postamt), Patten Junction (ehemalige Eisenbahnstation), Sherman Mills, Sherman Station und Woodbridge Corner.

### Klima
Die mittlere Durchschnittstemperatur in Sherman liegt zwischen −11,7 °C (11° Fahrenheit) im Januar und 18,3 °C (65° Fahrenheit) im Juli. Damit ist der Ort gegenüber dem langjährigen Mittel der USA um etwa 10 Grad kühler. Die Schneefälle zwischen Oktober und Mai liegen mit über fünfeinhalb Metern knapp doppelt so hoch wie die mittlere Schneehöhe in den USA, die tägliche Sonnenscheindauer liegt am unteren Rand des Wertespektrums der USA.

## Geschichte
Sherman wurde 1832 besiedelt und die ursprüngliche Bezeichnung war Golden Ridge. Am 28. Januar 1862 wurde sie als Town offiziell anerkannt und der Name in Sherman geändert. Die Stadt wurde nach John Sherman benannt, einem Senator aus Ohio, der zur Zeit des Amerikanischen Bürgerkrieges sehr bekannt war. Sherman entsandte 134 Männer als Kämpfer in diesen Krieg, 34 davon starben. Darunter waren die Caldwellbrüder, für die es seit 1982 ein Denkmal in dem Ort gibt. 1870 wurde ein Teil des Gebietes von Silver Ridge zu Sherman hinzugegeben.
Das Gebiet von Sherman ist eben und es gibt nur moderate Erhebungen. Das Hauptgestein ist Schiefer. Der Boden ist lehmig und guter Ackerboden. Weizen, Kartoffeln und Heu wachsen gut. In den Wäldern wachsen Buche, Birke, Ahorn, Hemlock, Fichte, Kiefer, Zeder, Ulme, Esche, Fichte und Linde. In Sherman gab es eine Stärkefabrik mit einer Kapazität von 200 Tonnen Stärke jährlich, eine Schrotmühle und zwei Sägemühlen.
1878 wurde die Free High School in Sherman eröffnet, die damals bereits 85 Schüler hatte. 1886 gab es sechs öffentliche Schulen und eine öffentliche Bibliothek in Sherman.
Seit einigen Jahren lassen sich verstärkt Amische in Sherman nieder und prägen durch ihre traditionelle Lebens- und Arbeitsweise das Ortsbild mit.

### Einwohnerentwicklung
| Volkszählungsergebnisse – Town of Sherman, Maine | Volkszählungsergebnisse – Town of Sherman, Maine | Volkszählungsergebnisse – Town of Sherman, Maine | Volkszählungsergebnisse – Town of Sherman, Maine | Volkszählungsergebnisse – Town of Sherman, Maine | Volkszählungsergebnisse – Town of Sherman, Maine | Volkszählungsergebnisse – Town of Sherman, Maine | Volkszählungsergebnisse – Town of Sherman, Maine | Volkszählungsergebnisse – Town of Sherman, Maine | Volkszählungsergebnisse – Town of Sherman, Maine | Volkszählungsergebnisse – Town of Sherman, Maine |
| Jahr                                             | 1800                                             | 1810                                             | 1820                                             | 1830                                             | 1840                                             | 1850                                             | 1860                                             | 1870                                             | 1880                                             | 1890                                             |
| ------------------------------------------------ | ------------------------------------------------ | ------------------------------------------------ | ------------------------------------------------ | ------------------------------------------------ | ------------------------------------------------ | ------------------------------------------------ | ------------------------------------------------ | ------------------------------------------------ | ------------------------------------------------ | ------------------------------------------------ |
| Einwohner                                        |                                                  |                                                  |                                                  |                                                  |                                                  | 194                                              |                                                  | 701                                              | 798                                              | 909                                              |
| Jahr                                             | 1900                                             | 1910                                             | 1920                                             | 1930                                             | 1940                                             | 1950                                             | 1960                                             | 1970                                             | 1980                                             | 1990                                             |
| Einwohner                                        | 980                                              | 1053                                             | 1134                                             | 1027                                             | 1058                                             | 1029                                             | 1034                                             | 949                                              | 1021                                             | 1027                                             |
| Jahr                                             | 2000                                             | 2010                                             | 2020                                             | 2030                                             | 2040                                             | 2050                                             | 2060                                             | 2070                                             | 2080                                             | 2090                                             |
| Einwohner                                        | 937                                              | 848                                              | 815                                              |                                                  |                                                  |                                                  |                                                  |                                                  |                                                  |                                                  |

## Kultur und Sehenswürdigkeiten

### Bauwerke
Das A. B. Leavitt House wurde im Jahr 1986 unter Denkmalschutz gestellt und ins National Register of Historic Places unter der Register-Nr. 86001336 aufgenommen. Es wurde im Jahr 1890 erbaut.

## Wirtschaft und Infrastruktur

### Verkehr
Durch Sherman führt die Interstate 95 in Nord-Süd-Richtung durch den westlichen Teil, der U.S. Highway 2 verläuft ebenfalls in Nord-Süd-Richtung durch den östlichen Teil und in Ost-West-Richtung verläuft die Maine State Route 11, eine der ältesten Straßen im nördlichen Maine, durch Sherman zwischen der Interstate und dem Highway als Maine State Route 158. Die ehemalige Bahnstrecke Patten Junction–Patten führte durch Sherman, die Personenzüge endeten in Sherman. Heute führt die Bahnstrecke Brownville–Saint-Leonard durch Sherman.

### Öffentliche Einrichtungen
Sherman besitzt eine eigene Bücherei. Die Sherman Public Library befindet sich an der School Street in Sherman.
Es gibt kein Krankenhaus oder Medizinische Einrichtung in Sherman. Das nächstgelegene Krankenhaus für Sherman und die Region befindet sich in Patten.

### Bildung
Sherman gehört mit Crystal, Dyer Brook, Hersey, Island Falls, Merrill, Moro Plantation, Mt. Chase, Oakfield, Patten, Smyrna und Stacyville zur Regional School Unit 50.
Folgende Schulen stehen den Schülerinnen und Schülern zur Verfügung:
- Katahdin Elementary School (PK-6) in Stacyville
- Katahdin Middle/ High School (7–12) in Stacyville
- Southern Aroostook Community Schools (PK-12) in Dyer Brook